# Hrishikesh Sulabh
Hrishikesh Sulabh, né le 15 février 1955 à dans le district de Siwan, au Bihar, en Inde, est un écrivain hindou, surtout connu pour ses nouvelles et ses pièces de théâtre à Bideshiya Shaili. Il a travaillé pour All India Radio entre 1980 et 2015.